# Devin Schmidt
Devin Schmidt (nacido el 24 de noviembre de 1994 en Sevierville (Tennessee), Estados Unidos), es un jugador profesional de baloncesto estadounidense que juega en el Estudiantes de la Primera FEB. Con una altura de 1,93 metros, juega en la posición de escolta.

## Trayectoria deportiva

### Universidad
Formado en Delta State University con sede en Cleveland (Misisipi), disputó cuatro temporadas con los Statesmen compitiendo en la Segunda División de la NCAA. Obtuvo varios galardones en el ámbito de su conferencia, incluyendo el premio a Mejor Novato del Año, cuatro veces integrante del Equipo Ideal de la temporada y Mejor Jugador en 2016. En la temporada de su graduación (2016/17) promedió 22,5 puntos, 6,5 rebotes y 4,6 asistencias, siendo galardonado con la distinción All-American de la Division II. Es el máximo anotador histórico de su Universidad. 

### Profesional
En verano de 2017 llega a España para jugar en el Club Bàsquet L'Hospitalet de Liga LEB Plata, donde promedió 14,2 puntos (50% en tiros de dos y 36% en triples), 3,2 rebotes y 1,4 asistencias para un promedio de 9,6 de valoración. El alero jugaría 34 partidos con el conjunto barcelonés con una media de 26 minutos por choque.
En julio de 2018 el jugador firma por una temporada con el HLA Alicante para jugar en Liga LEB Plata, realizando una gran temporada que le permitió al conjunto alicantino ascender de categoría y ser campeón de la Copa LEB Plata. Promedió 13.1 puntos y 3.7 rebotes. 
En junio de 2019 renueva con el HLA Alicante para disputar la Liga LEB Oro en la temporada 2019-20. Disputó 24 partidos hasta la conclusión anticipada de la temporada debido a la pandemia de coronavirus, en los que acreditó 11 puntos y 3.4 rebotes por encuentro.
En agosto de 2020 se confirmó su fichaje por el Cáceres Patrimonio de la Humanidad para disputar la temporada 2020/21. Contribuyó decisivamente a la permanencia de su equipo promediando 15.5 puntos (cuarto máximo anotador de la competición), 2.9 rebotes y 1.5 asistencias, y fue designado Mejor Jugador de la temporada por la Asociación de Aficionados del Cáceres Basket.
En agosto de 2021 renueva una temporada más con el Cáceres Patrimonio de la Humanidad. Su concurso fue determinante para que el equipo lograra clasificarse para los playoffs de ascenso. Disputó 37 partidos con promedios de 15 puntos, 2.9 rebotes y 2.5 asistencias, repitiendo por segundo año el galardón de Mejor Jugador de la temporada desginado por los aficionados del club.
El 27 de julio de 2022, firma por el Palencia Baloncesto de la LEB Oro, club con el que logra en la campaña 2022/23 el ascenso a Liga ACB, éxito al que contribuyó con medias de 11.3 puntos, 1.9 rebotes y 1.3 asistencias.
El 21 de julio de 2023, firma por el Real Valladolid Baloncesto de la LEB Oro.
El 3 de julio de 2024, firma por el Estudiantes de la Liga LEB Oro.